# Sikkim Janata Party
Sikkim Janata Party, politiskt parti i Sikkim grundat av Lal Bahadur Basnet. Partiet arbetade för demokratiska reformer. I oktober 1972 gick SJP samman med Sikkim State Congress och bildade Sikkim Janata Congress.
Basnet hade blivit åtalad av monarkin 1966, varefter han hade bildat SJP. 1980 skrev han boken His Majesty's Paying Guest.